# Final Fantasy XIII-2
Final Fantasy XIII-2 (jap. ファイナルファンタジーXIII-2, Fainaru Fantajī Sātīn-Tsū) ist ein Rollenspiel der Final-Fantasy-Reihe, das für PlayStation 3 und Xbox 360 von Square Enix, assistiert von tri-Ace bezüglich Spieldesign, Art und Programmierung, entwickelt und veröffentlicht wurde. Das Spiel wurde am 15. Dezember 2011 zunächst in Japan und am 31. Januar 2012 in den USA veröffentlicht. In Europa erschien es am 3. Februar 2012. Im Dezember 2014 wurde eine Version für Windows veröffentlicht. Es ist der direkte Nachfolger von Final Fantasy XIII und Teil der Reihe Fabula Nova Crystallis. Nach Final Fantasy X-2 ist es erst das zweite Final-Fantasy-Spiel, das einen unmittelbaren Nachfolger zu einem vorherigen Teil darstellt und somit in einer bereits verwendeten Welt spielt.

## Gameplay
Das Gameplay weist ein paar Unterschiede zum unmittelbaren Vorgänger Final Fantasy XIII auf. So sind Gegner meist nicht mehr sichtbar, sondern erscheinen plötzlich. Allerdings handelt es sich nicht um Zufallskämpfe, da nach wie vor die Möglichkeit besteht, den Kämpfen auszuweichen. Eine weitere Neuerung ist der Mogronometer. Die Charaktere werden dauerhaft von einem Mogry begleitet. Taucht ein Gegner auf, so verwandelt sich der Mogry in einen Mogronometer. Dieser ist in einen grünen, einen gelben und einen roten Bereich eingeteilt. Nach dem Erscheinen eines Gegners zählt der Mogronometer herunter, aus dem grünen, in den gelben und schließlich in den roten Bereich. Abhängig davon, zu welchem Zeitpunkt der Gegner nun attackiert wird, ändern sich die Startbedingungen des Kampfes. Im grünen Bereich haben die Charaktere einen Vorteil, im gelben Bereich beginnt der Kampf unter neutralen Bedingungen und im roten Bereich ist der Gegner im Vorteil.
Neu ist außerdem, dass besiegte Monster mitunter einen Kristall hinterlassen. Dieser ermöglicht es, das Monster als Teil der eigenen Gruppe im Kampf einzusetzen. Dabei wird das Monster beim Wechsel in ein anderes Paradigma durch eines ausgetauscht, das zum entsprechenden Paradigma passt. Es existieren über 150 verschiedene Monster, die auf diese Weise eingesetzt werden können. Zusätzlich zu den Standardangriffen hat dabei jede Monsterart einen Spezialangriff, der ausgeführt werden kann, wenn eine spezielle Leiste, die Empathieleiste, vollständig aufgeladen ist. Das Kampfsystem selbst entspricht mit dem Paradigmen-Wechsel und dem Serienbonus weitgehend dem System von Final Fantasy XIII (siehe Final Fantasy XIII#Kampfsystem). Neu ist, dass Kämpfe teilweise durch Quick-Time-Events unterbrochen werden. Ein kleineres neues Taktikelement ist der sogenannte Blutschaden: Angriffe mit diesem Attribut verringern nicht nur wie üblich die aktuellen Lebenspunkte, sondern – für die Dauer eines Kampfes – auch die maximalen Lebenspunkte.
Entsprechend seiner Zeitreisethematik ist das Spiel weniger linear aufgebaut als sein Vorgänger und bietet deutlich mehr Bewegungsfreiheit und Interaktionsmöglichkeiten. Der Spieler kann fast zu jeder Zeit über einen Auswahlbildschirm, genannt Chronosphäre, in bereits besuchte Spielabschnitte zurückkehren. Beim Verlassen eines Abschnitts wird in diesem die Zeit angehalten, sodass der Spieler bei seiner Rückkehr die Handlung an der gleichen Stelle wieder aufnehmen kann. Neue Abschnitte werden zugänglich, indem Zeitportale mit sogenannten Artefakten, die der Spieler im Verlauf der Handlung erhält, geöffnet werden. Portale können auch wieder geschlossen werden, wodurch der zugehörige Handlungsstrang rückgängig gemacht wird. Eine weitere Neuerung sind Aufträge durch Nicht-Spieler-Charaktere, die der Spieler annehmen kann und nach deren Erfüllung er sogenannte Fragmente sowie zusätzliche Erfahrungspunkte erhält. In zahlreichen Dialogen kann aus bis zu vier unterschiedlichen Antwortmöglichkeiten ausgewählt werden.
Weitere Neuerungen in diesem Spiel sind die im Spielverlauf eingebauten unumgänglichen Rätsel, um sogenannte Anomalien zu lösen, sowie in Akademia die vier Quiz Terminals (Brain Blast Quiz genannt). Diese stellen dem Spieler teils allgemeine Fragen zu Final Fantasy, teils aber auch solche, die ohne Hintergrundwissen nicht lösbar sind. Die genaue Fragenkonstellation wird zufällig aus insgesamt einigen hundert möglichen Fragen gelost. Neben diesen vier festen Plätzen taucht an verschiedenen Orten ein NPC mit dem Namen Kapitän Kryptic auf, der weitere Fragen stellt. Dabei wird das Prinzip der immer steigernden Fragenanzahl benutzt, also z. B. beim ersten Mal eine Frage, beim zweiten Mal zwei Fragen und so weiter. Auch hier sind die Fragen zufällig aus einem Pool von etwas um die 100 Fragen gewählt. Die Fragen dienen als Minispiele und sind unter anderem notwendig, um das Spiel zu 100 Prozent durchzuspielen.

## Handlung

### Szenario
Die Haupthandlung von Final Fantasy XIII-2 beginnt drei Jahre nach dem Ende von Final Fantasy XIII. Der Sturz der Welt Cocoon auf den Planeten Grand Pulse wurde damals durch das Opfer von Vanille und Fang von einer gewaltigen Kristallsäule aufgehalten, wobei die beiden selbst in Kristallform in der Säule eingeschlossen wurden. Die Menschen haben daraufhin Cocoon verlassen und Grand Pulse besiedelt. An die Stelle der theokratischen Regierung des Sanktums ist die Akademie getreten, eine Forschungseinrichtung, die mit wissenschaftlichen Methoden versucht, die Lebensbedingungen der Menschen auf Grand Pulse zu verbessern.
Hauptcharakter des Spiels ist Serah Farron, die jüngere Schwester der weiblichen Hauptfigur Lightning aus dem ersten Teil. Lightning selbst ist verschwunden und wird von allen außer Serah für tot gehalten, da sich außer ihr niemand daran erinnern kann, dass Lightning nach dem Sturz Cocoons mit ihnen auf Grand Pulse war. Nur Serahs Verlobter Snow Villiers glaubte ihr und brach zwei Jahre zuvor alleine auf, um Lightning zu suchen.

### Geschichte

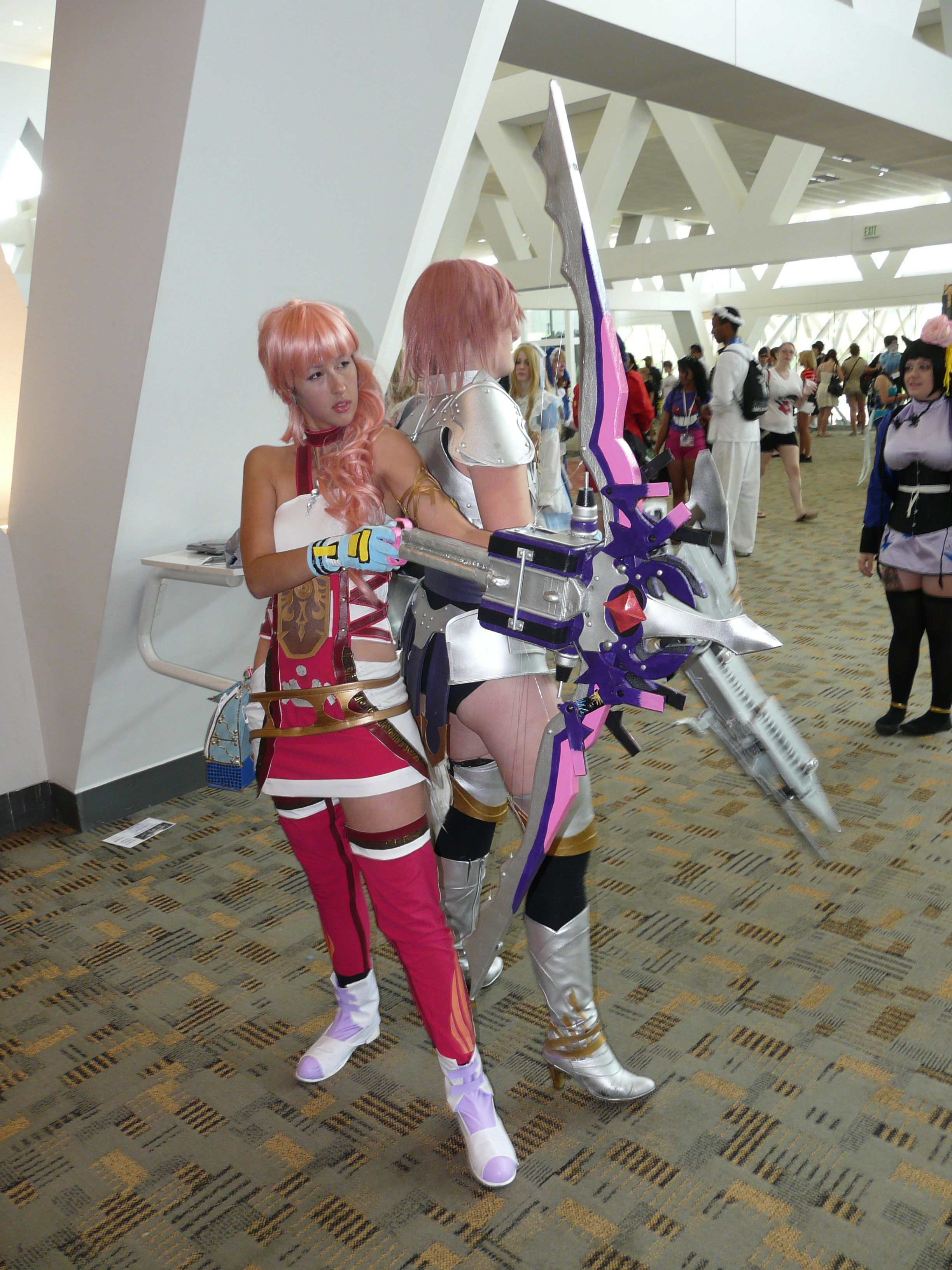
Cosplayerinnen als Serah und Lightning

Eines Tages wird die Siedlung Neu Bodhum, in der Serah jetzt lebt und als Lehrerin arbeitet, von Monstern aus Zeitspalten heraus angegriffen. Dabei bekommt Serah Hilfe von Noel Kreiss, einem jungen Mann, der ihr das Leben rettet. Von ihm erfährt sie, dass sich Lightning in Walhalla befindet, einem Ort des Chaos am Ende der Zeit und Sitz der geschwächten Göttin Etro (zur Mythologie der Spielwelt siehe auch Fabula Nova Crystallis – Final Fantasy#Mythologie). Noel berichtet, dass er selbst einer der letzten überlebenden Menschen aus einer trostlosen Zukunft ist, von wo er über Walhalla mit Hilfe von Zeitreiseportalen in die Vergangenheit aufgebrochen ist. Lightning hat ihm als Glücksbringer für ihre Schwester einen Mogry namens Mog mitgegeben, der Serah von nun an begleitet. Noel hat allerdings große Teile seines Gedächtnisses verloren, das er erst nach und nach wiedererlangt.
Gemeinsam begeben sich Serah und Noel auf die Reise durch verschiedene Regionen und Epochen von Grand Pulse und Cocoon, um Lightning zu finden und die Zukunft zu ändern. Dabei begegnen sie sieben Jahre in der Zukunft wieder Hope Estheim, der inzwischen der Leiter der Akademie ist, sowie dessen Assistentin Alyssa Zaidelle, eine junge Wissenschaftlerin und Überlebende der Purgation durch das Sanktum (siehe Final Fantasy XIII#Vorgeschichte). Hope zeigt ihnen eine Aufzeichnung des alten Volkes der Zeitseher, in der Lightning auf Grand Pulse und in Walhalla zu sehen ist. Als Serah und Noel weitere Aufzeichnungen finden, wird deutlich, dass ihr wichtigstes Ziel ist, eine Zeitlinie herzustellen, in der die Kristallsäule, die Cocoon stützt, nicht vorzeitig zusammenbricht, eine Katastrophe, die letztlich das Ende der Menschheit auslöst. Dazu müssen sie verschiedene Zeitparadoxe lösen, das heißt Lebewesen oder Ereignisse beseitigen, die eigentlich nicht in ihre Zeit gehören. Bei dieser Aufgabe treffen sie auch kurzzeitig auf Serahs Verlobten Snow, der immer noch vergeblich auf der Suche nach Lightning ist. Snow hilft den beiden, ein riesiges Monster zu bekämpfen, das die Kristallsäule zerstören wird. Als jedoch dieses Paradox gelöst ist, verschwindet Snow ebenfalls aus der Zeitlinie. Serah und Noel erkennen zunehmend, dass ihre Versuche, die Zukunft zu ändern, auch die Vergangenheit beeinflussen.
Bei ihren Zeitreisen begegnen Serah und Noel immer wieder zwei Personen, die Noel aus der Zukunft kennt: einem Mann namens Caius Ballad, Noels Lehrer und Meister, begleitet von Paddra Nys Jul, einem jungen Mädchen und letzten Überlebenden der Zeitseher. Caius’ und Noels wichtigste Aufgabe war der Schutz Juls, und Noel erinnert sich, dass er dabei versagte, wobei er aber die genauen Umstände vergessen hat. Caius versucht mit allen Mitteln, Serah und Noel aufzuhalten und die Zeitlinie zu schützen. Erst nach und nach wird Caius’ Motivation deutlich: Jul besitzt die Fähigkeit, die gesamte Vergangenheit und Zukunft zu überblicken, und stirbt jedes Mal in ihrer Zeitlinie, wenn diese verändert wird. Caius selbst ist unsterblich und erträgt es als Juls Beschützer nicht länger, ihren Kreislauf von frühem Tod und Wiedergeburt in verschiedenen Raumzeiten mit anzusehen. Deshalb will er die Göttin Etro in Walhalla töten, was das Chaos freisetzen und überall die Zeit wie dort zum Stillstand bringen würde. Etro erwählte aus diesem Grund Lightning als ihre Wächterin, die seitdem in Walhalla Etros Thron gegen Caius verteidigt.
Hunderte Jahre in der Zukunft treffen Serah und Noel in der Metropole Akademia, dem Hauptsitz der Akademie am Fuße der Kristallsäule, wieder mit Hope und Alyssa zusammen, die sich in einer Zeitkapsel in Stase versetzt haben. Der Kollaps der Säule erscheint mittlerweile unausweichlich, nachdem Hopes Plan, einen künstlichen Fal'Cie zu erschaffen, der Cocoon wie früher schweben lässt, fehlgeschlagen ist, weil sich dieser später gegen seine Schöpfer wenden würde. Der neue Plan ist, ein zweites Cocoon zu erbauen und die Menschen dorthin zu evakuieren. Es wird vermutet, dass Caius diesen Zeitpunkt für einen Angriff nutzen wird, woraufhin Serah und Noel aufbrechen, um ihn zu stoppen. Dabei werden sie jedoch von Alyssa hintergangen, sodass Caius sie getrennt voneinander in einer Traumwelt, der Sphäre des Jenseits, fangen kann. Mit Hilfe von Vanille und Fang, die dort in ihrem Kristallschlaf mit Serah kommunizieren können, schafft sie es, erst sich selbst und dann auch Noel aus seinem Traum zu befreien. Darin sieht sie auch Noels Zukunft, in der er der letzte verbliebene Mensch ist, nachdem Caius nach Walhalla aufgebrochen und Jul in seinem Armen gestorben ist.
Nach einer kurzen Begegnung mit Lightning erreichen Serah und Noel rechtzeitig den korrekten Zeitpunkt der Evakuierung in Akademia und können Caius in einem epischen Kampf, der sie bis nach Walhalla führt, besiegen. Daraufhin will Caius von Noel getötet werden und erzählt den beiden deshalb zum Entsetzen Serahs, er habe Lightning bereits zuvor umgebracht, was Noel jedoch für einen Trick hält. Caius versucht einen letzten Angriff auf Serah, den Noel mit seinem Schwert aufhält. Die Auseinandersetzung endet damit, dass sich Caius selbst tötet, indem er sein Herz mit Noels Klinge durchbohrt. Damit scheint „das letzte Paradox gelöst“ und Serah und Noel kehren nach Grand Pulse zurück. In diesem Moment zerbricht dort die Kristallsäule und Cocoon stürzt, aber gleichzeitig erhebt sich das neue Cocoon, genannt Bhunivelze, mit den evakuierten Menschen. Zuvor ist es noch gelungen, die Kristalle von Vanille und Fang aus der Säule zu bergen. Alles scheint ein gutes Ende zu nehmen, als plötzlich Serah vor den Augen von Noel und Hope stirbt. Wie Jul hat sie der Schock getötet, die gesamte Vergangenheit und Zukunft der veränderten Zeitlinie zu sehen. Kurz darauf bricht das Chaos über die Welt herein, denn mit Caius starb auch Etro, manifestiert in seinem Herzen. Die letzte Szene zeigt Lightning, die zu Kristall erstarrt auf Etros Thron sitzt.

## Rezeption

### Kritik
Während Final Fantasy XIII-2 in den japanischen Zeitschriften Famitsu und Dengeki PlayStation jeweils perfekte Wertungen erhielt, wurde es außerhalb Japans zwar nicht ganz so euphorisch, aber insgesamt positiv aufgenommen.
Das Magazin Gamezone vergab die Wertung 8,3/10. Es lobte die Grafik und die Erzählweise („wahres Popcorn-Kino“) sowie den Umfang. Die freizügigeren Areale sowie die zahlreichen Nebenaufgaben wurden als positiv herausgestellt. Hauptkritikpunkt waren die Charaktere, die als „blass, emotionslos und kitschig“ bezeichnet wurden; das Spiel- und Kampfsystem wurde als modern, aber seicht beurteilt.
IGN kam zu einer Gesamtwertung von 8/10 („Great“), wobei besonders der große Spielumfang und der Sound hervorgehoben wurden. Die grafische Umsetzung der Figuren und der Spielwelt wurde ebenfalls gelobt, auch wenn sie weniger beeindrucke als beim Vorgänger. Kritisiert wurde hier die Handlung, die erst am Ende emotionale Klarheit erreiche, und der offene Schluss.
Kritik an der Handlung übte auch das Magazin GameSpot, das zu einer Gesamtwertung von 7,5/10 („good“) gelangte. Zwar sah der Rezensent in Caius einen fantastischen Gegenspieler, allerdings werde den besten Charakteren (Lightning und Caius) im Vergleich zu den weniger interessanten Hauptfiguren (Serah und Noel) zu wenig Bildschirmzeit gewidmet. Außerdem gebe es immer wieder Abschnitte, in denen das Erzähltempo aufgehalten wird, beispielsweise durch einen aufwendigen Suchauftrag oder eine längere Jump-’n’-Run-ähnliche Sektion genau vor dem Finale. Zudem sei die Hauptgeschichte im Vergleich zu den Nebenaufgaben eher kurz und leicht zu bewältigen.

### Verkaufszahlen
Bis zum heutigen Tag (Stand: 30. April 2014) wurden weltweit 3,25 Millionen Exemplare des Spiels verkauft und damit weniger als halb so viele wie beim Vorgänger. Der Anteil der PlayStation 3 liegt bei 2,55 Millionen und der Anteil der Xbox 360 bei 0,70 Millionen.